# Phyllanthus caudatifolius
Phyllanthus caudatifolius là một loài thực vật có hoa trong họ Diệp hạ châu. Loài này được Merr. miêu tả khoa học đầu tiên năm 1926.